# بيرسي براون
بيرسي براون (بالإنجليزية: Percy Browne)‏ هو فارس وسياسي بريطاني، ولد في 2 مايو 1923، وتوفي في 5 مارس 2004. حزبياً، نشط في حزب المحافظين. في الانتخابات العامة في المملكة المتحدة 1959 ‏، انتخب عضو البرلمان الثاني والأربعون للمملكة المتحدة ‏ عن دائرة Torrington (UK Parliament constituency) ‏ (8 أكتوبر 1959 – 25 سبتمبر 1964).